# Polyblastus montanus
Polyblastus montanus är en stekelart som beskrevs av Dmitriy R. Kasparyan 1982. Polyblastus montanus ingår i släktet Polyblastus och familjen brokparasitsteklar. Inga underarter finns listade i Catalogue of Life.